# 直原守次郎
直原 守次郎（ちょくはら もりじろう、1863年（文久3年9月） - 1921年（大正10年）7月25日）は、日本の政治家、衆議院議員（1期）。

## 経歴
美作国久米南条郡(のち岡山県久米郡吉岡村→柵原町、現・美咲町)生まれ。閑谷学校で学び、農業を営む。
1894年3月の第3回衆議院議員総選挙において岡山7区から無所属で立候補したが落選した。同年9月の第4回衆議院議員総選挙では自由党公認で立候補して当選した。衆議院議員を1期務め、1898年3月の第5回衆議院議員総選挙は不出馬。1902年の第7回衆議院議員総選挙では岡山県郡部から立憲政友会公認で立候補したが落選した。1921年に死去した。